# Sovínky
Sovínky är en köping i Tjeckien.   Den ligger i regionen Mellersta Böhmen, i den centrala delen av landet, 40 km nordost om huvudstaden Prag. Sovínky ligger 279 meter över havet och antalet invånare är 323.
Terrängen runt Sovínky är platt.Runt Sovínky är det ganska tätbefolkat, med 65 invånare per kvadratkilometer. Närmaste större samhälle är Mladá Boleslav, 9,3 km nordost om Sovínky. Trakten runt Sovínky består till största delen av jordbruksmark.